# Вирус Лловиу
Вирус Лловиу (англ. Lloviu cuevavirus) — вид вирусов из монотипного рода Cuevavirus семейства филовирусов (Filoviridae). Вирус получил своё имя по названию пещеры Куэва-дель-Льовью (Cueva del Lloviu), в которой был впервые обнаружен.

## История
Впервые вирус был обнаружен в 2002 году у обыкновенных длиннокрылов, найденных мёртвыми в пещере Куэва-дель-Льовью, Астурия и в пещерах в Кантабрии в Испании, а также в пещерах во Франции и Португалии. Еще не доказано, что вирус является возбудителем новой болезни летучих мышей, но у здоровых особей он не обнаружен. Таким образом, патогенность этого вируса для этих животных вполне возможна. Вскрытие мёртвых длиннокрылов не показало макроскопических патологий, но микроскопическое исследование выявило вирусную пневмонию. Пещера Куэва-дель-Льовью часто посещается туристами, однако никакие связанные с этим человеческие инфекции или болезни не наблюдались. Предполагается, что Лловиу является вторым филовирусом, не патогенным для людей (первым является вирус Рестона (RESTV)).

## Вирусология

### Геном
LLOV до сих пор не выделен в культуре тканей или в организмах, но его геном был прочтён в полном объеме за исключением 3'- и 5'-НТО. Как все Mononegavirales, вирус содержит неинфекционный линейный несегментированный одноцепочечный РНК-геном отрицательной полярности, который, скорее всего, обладает обратно-дополнительными 3' и 5' окончаниями, не обладает кэп-структурой, не полиаденилирован и ковалентно не связан с белком. Размер генома — приблизительно 19 кб; он содержит семь генов в порядке 3'-UTR-NP-VP35-VP40-GP-VP30-VP24-L-5'-UTR. В отличие от Ebolavirus и вируса Марбург, которые синтезируют семь мРНК для семи структурных белков, вирус Лловиу производит только шесть мРНК, то есть одна мРНК (VP24/L) является бицистроном. Геномные участки инициации транскрипции вируса Лловиу идентичны таковым эболавируса, но отличаются от таковых марбургского вируса. Участки терминации транскрипции у вируса Лловиу уникальны.

### Структура
Структура вирионов LLOV до сих пор не описана. Предполагается, что как и у других филовирусов, LLOV-вирионы представляют собой нитевидные частицы в форме крюка, «U» или «6» или могут быть свёрнуты в кольцо, тороид или развёрнуты. Их диаметр — 80 нм, но есть различия по длине. Геном вируса позволяет предположить, что LLOV-частицы состоят из семи структурных белков. В центре, вероятно, расположен закрученный рибонуклеокапсид, который состоит из геномной РНК, обернутой вокруг полимера нуклеопротеидов (NP). Вероятно, есть связанная с рибонуклеопротеином РНК-зависимая РНК-полимераза (L) с кофактором полимеразы (VP35) и активатором транскрипции (VP30). Рибонуклеопротеин встроен в матрицу, сформированную главным (VP40) и второстепенным (VP24) матричными белками. Частицы окружены липидной мембраной, полученной из мембраны клетки-хозяина. Мембрана удерживает гликопротеин (GP1,2), который выступает на 7—10 нм от её поверхности. Хоть по структуре вирус Лловиу почти идентичен эболавирусу и марбургскому вирусу, он может антигенно отличаться от обоих (так же, как они друг от друга).

### Репликация
Предположительно, жизненный цикл LLOV начинается с прикрепления вириона к определенным рецепторам поверхности клеток с последующей интернализацией, слиянием вириона с эндосомой и сопутствующим выпуском нуклеокапсида вируса в цитозоль. Гликопротеин (GP) расщепляется эндосомными цистеиновыми протеазами (катепсины), и далее расщепленный гликопротеин взаимодействует с внутриклеточным входным рецептором Niemann-Pick C1 (NPC1). Вирусная РНК-зависимая РНК-полимераза (L) частично открывает нуклеокапсид и транскрибирует гены в положительные мРНК, на которых синтезируются структурные и неструктурные белки. РНК-полимераза (L) связывается с единственным промотором, расположенным на 3'-конце генома. После транскрибирования гена транскрипция может как продолжиться, так и прекратиться. Это означает, что гены, расположенные близко к 3'-концу генома, транскрибируются чаще, тогда как те, что находятся ближе к 5'-концу, транскрибируются с меньшей вероятностью. Таким образом, порядок генов — это простой, но эффективный способ регуляции транскрипции. В результате самым обильным вырабатываемым белком будет нуклеопротеин. Его концентрация в клетке будет определять, когда L перейдет от транскрипции генов к репликации генома. Репликация даст положительные антигеномы полной длины, которые будут в свою очередь транскрибированы в отрицательные копии генома новых вирионов. Синтезируемые структурные белки и нуклеиновые кислоты самостоятельно собираются и накапливаются около внутренней части клеточной мембраны. Зрелые вирионы отпочковываются от клетки, захватывая участки клеточной мембраны в качестве оболочки. Теперь они готовы заражать новые клетки и повторить цикл.